# 丽江窨酒
丽江窨酒，简称窨酒，是雲南丽江出产的一种纳西族甜型黄酒。

## 歷史
丽江窨酒源于于元代出现的“咂酒”，与普米族、摩梭人的“苏里玛”同为当地土酿，但因纳西族民俗以竹管插入酒瓮的吸食方式而命名不同而已；到明代中叶，引入绍兴酒的酿制法，添加白酒，长期封存窖藏，使“土酿”增加酒度、发酵糖化而醇郁，窨酒传统酿造工艺至此定型。窨酒于纳西族风俗有重要意义：婴儿出生时，若是男婴便在庭院李树下密封窨藏下一坛窨酒，若是女孩则在梅树下密封窨藏，待儿女成婚时方开启饮用，此举和绍兴旧俗相似，如同状元红与女儿红一样；所以当传统酿造法定型后，窨酒先被称为“胤酒”，因胤乃后代之意；后来胤字被意为地窖之意的窨字取代，因酿酒时酒窖和贮藏均在地下，人们以酿造工艺代替了饮用方式来命名产品。虽有数百年历史，但窨酒过去一直为当地民众自酿自饮，而1955年当局于当地成立丽江酒厂后也未生产，直至1979年後才进行商业化量产市售。